# 折れた銃剣
『折れた銃剣』（おれたじゅうけん、Fixed Bayonets!）は、朝鮮戦争に従軍した下士官を主人公にした1951年のアメリカの戦争映画。
日本では劇場未公開だがWOWOWなどでテレビ放送された。
ジェームズ・ディーンの映画デビュー作としても知られるが、エキストラのためクレジットはされていない。

## ストーリー
朝鮮戦争に従軍しているディノは士官学校で優秀な成績をおさめたが、人を殺すことができない上、自らの失敗で部下が死ぬのを恐れるあまり指示を出すことができなかったため、伍長の地位にいる。
そのような中、ディノの小隊は、撤退することになった師団のしんがりを務めることになる。激しい戦闘の中で次々と上官が死んで行き、ディノは下士官として小隊を率いなければならなくなる。

## キャスト
- ディノ伍長 - リチャード・ベイスハート
- ロック軍曹 - ジーン・エヴァンス
- ロナガン軍曹 - マイケル・オシア
- ジョン・ホイーラー衛生兵 - リチャード・ハイルトン
- ギブス中尉 - クレイグ・ヒル
- ホワイティ - スキップ・ホメイヤー